# Villa Giustiniani-Cambiaso
La villa Giustiniani-Cambiaso ou simplement villa Cambiaso est une résidence noble historique de Gênes. Situé dans le quartier résidentiel d'Albaro, le bâtiment est accompagné d'un parc public, portion beaucoup plus petite du vaste parc qui entourait la villa presque jusqu'à la mer, considérablement réduite par l'expansion urbaine du quartier d'Albaro dans les années 1930. L'ancienne résidence en 1921 est passée à la municipalité de Gênes ; aujourd'hui propriété de la Fondation Carige, elle abrite l'École polytechnique de l'université de Gênes. 

## Histoire

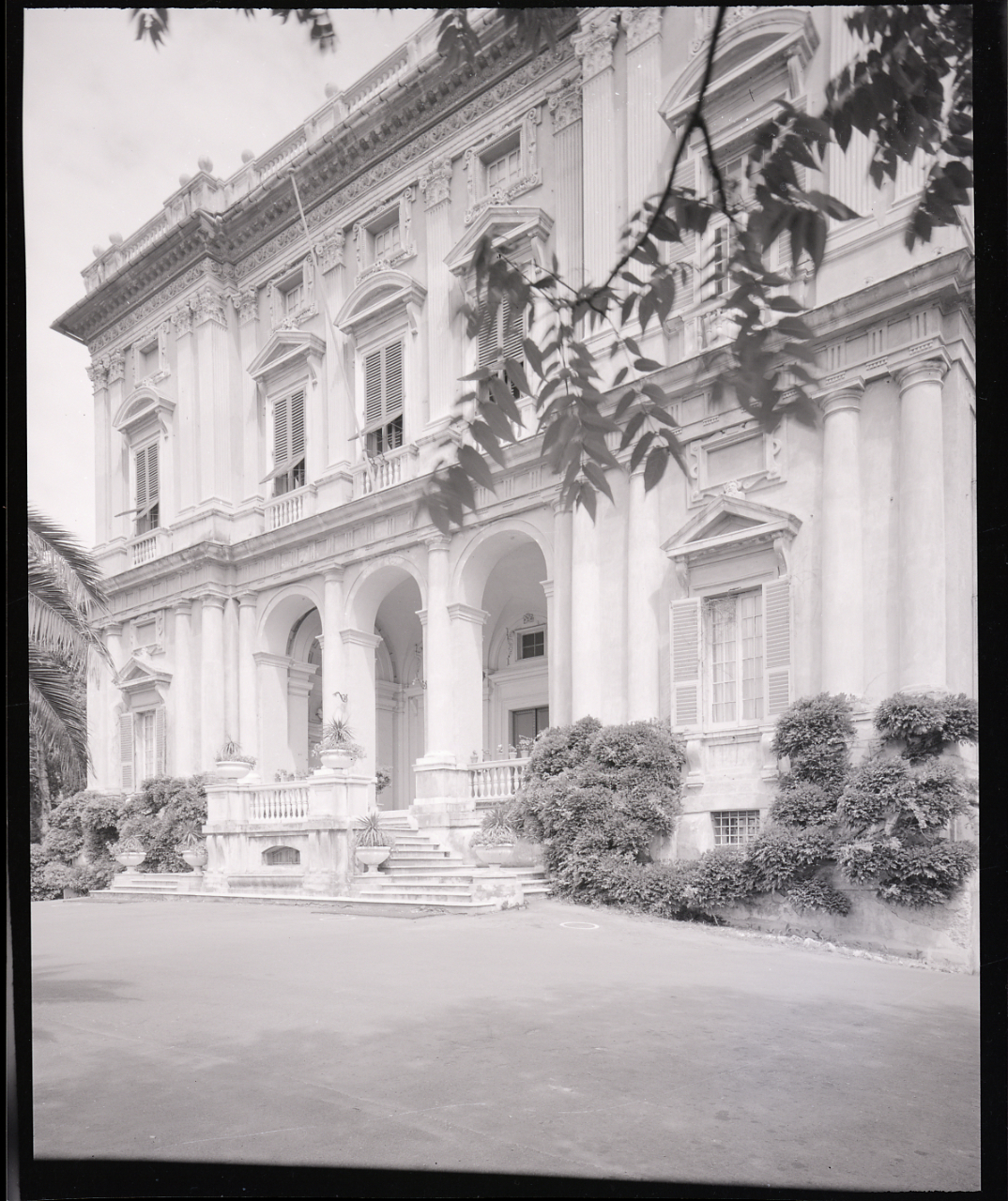
La façade sur une photo de 1964 de Paolo Monti

Construit en position dominante sur la colline d'Albaro, entourée d'un grand parc, elle a été commandée par le noble patricien Luca Giustiniani qui, à l'été 1548, a confié la conception de la villa à Galeazzo Alessi. Première œuvre génoise de l'architecte de Pérouse, la structure cubique tripartite développée par lui pour cette noble demeure est devenue un modèle et une source d'inspiration pour la construction de plusieurs autres villas sur le territoire génois et a également été adoptée par les architectes génois pour les bâtiments de la Strada Nuova,.  "  
La propriété de la villa est restée à la famille Giustiniani jusqu'en 1787, date à laquelle elle est passée à la famille Cambiaso. Patrimoine de la commune génoise à partir de 1921, la même année l'institution choisit la résidence historique comme siège de l'École royale de génie naval et donc de la faculté d'ingénierie de l'université de Gênes. 
Le style et l'architecture de la villa du XVIe siècle sont restés inchangés pendant près de quatre siècles, jusqu'au 19 mai 1944, lorsque le lourd bombardement aérien de Gênes a également endommagé la villa avec la destruction d'une partie du toit, la voûte du hall central, la loggia et la corniche. À la fin du conflit, c'est l'université génoise elle-même et la Surintendance qui ont mené à bien les travaux de restauration et de restauration. 
En 2004, parallèlement à l'événement Gênes, capitale européenne de la culture, des travaux ont été entrepris pour la rénovation des façades par l'administration génoise, l'université et la surintendance du patrimoine environnemental et architectural.  

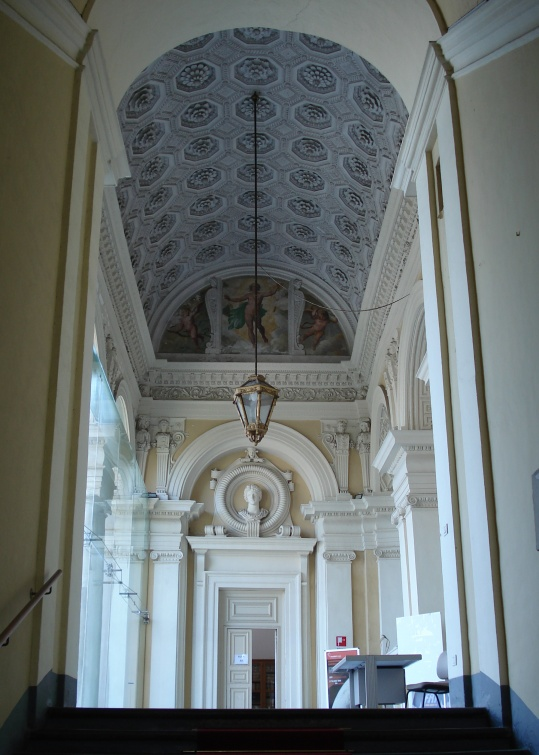
Intérieur de la villa

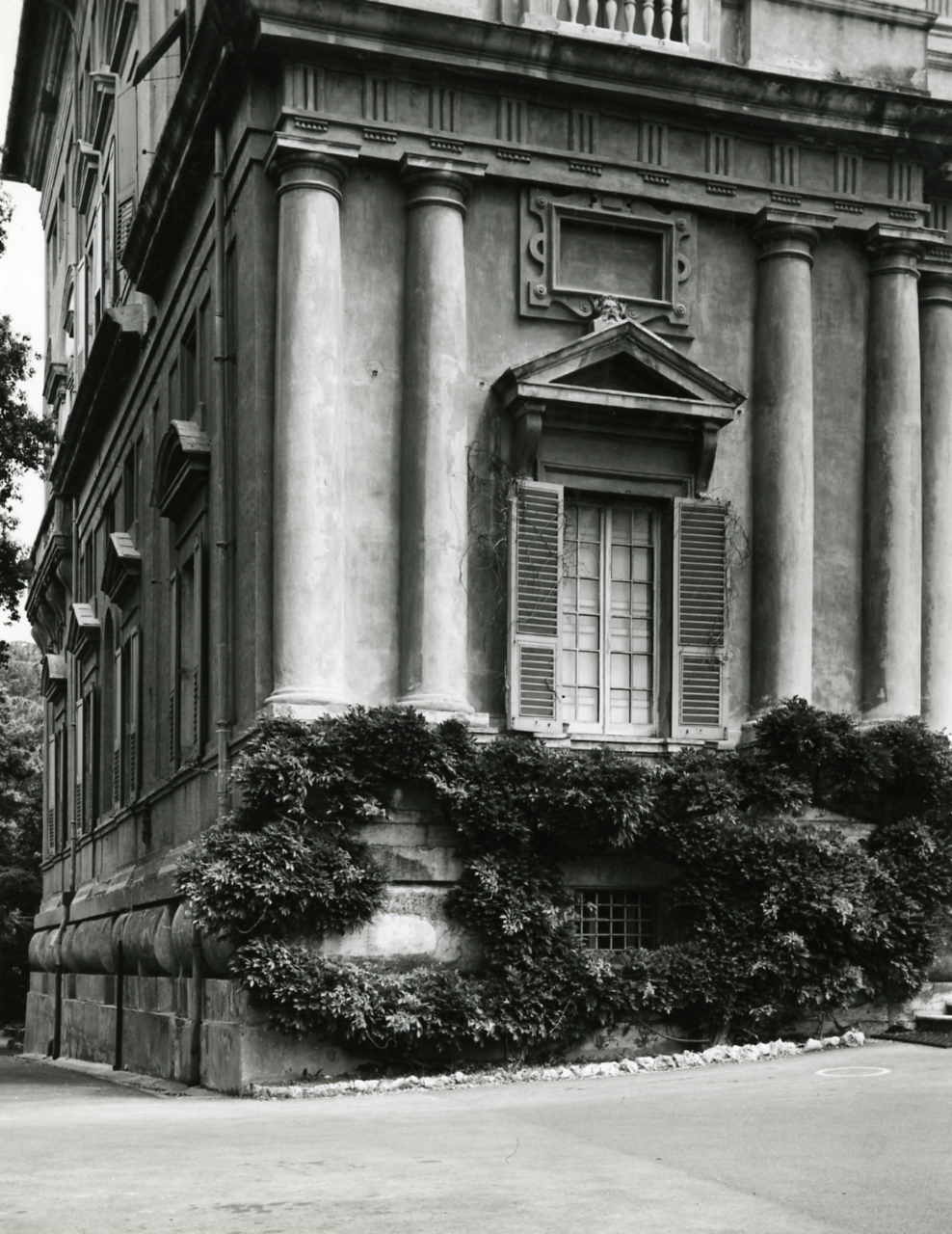
Particulier. Photo de Paolo Monti, 1964
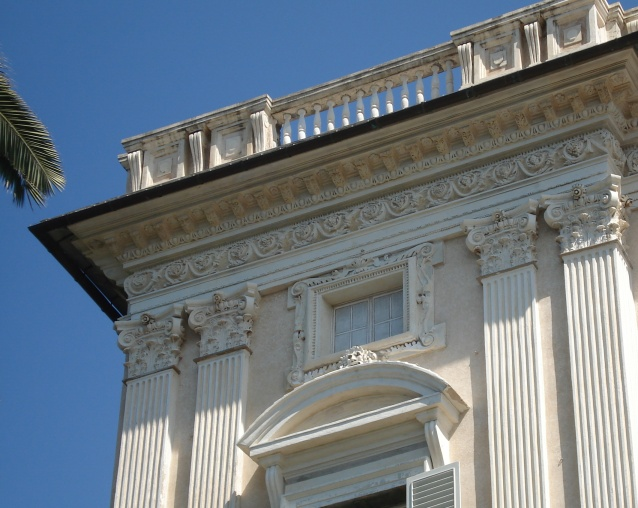
Détail de la corniche et des pilastres corinthiens de la façade principale
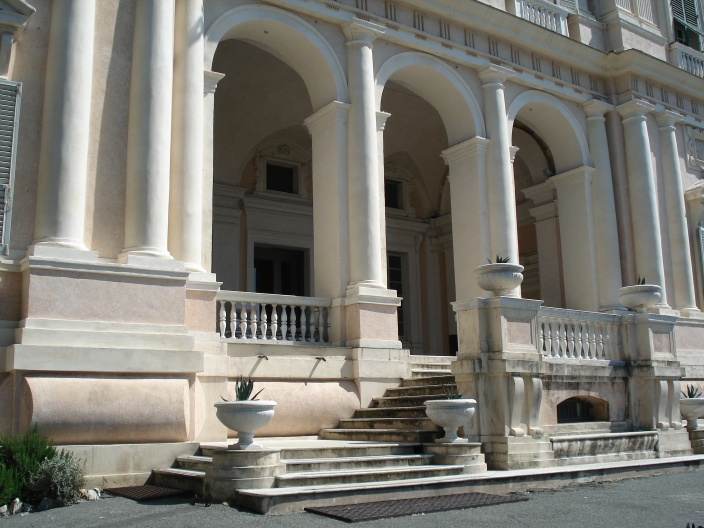
L'escalier menant à la loggia de la façade principale
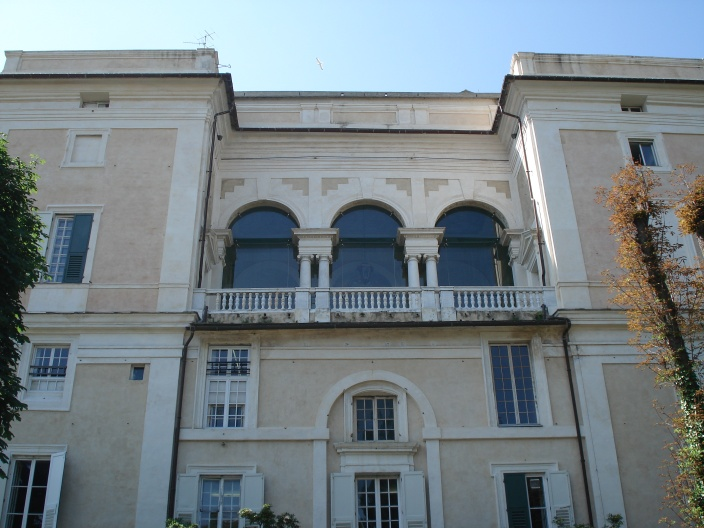
La loggia au premier étage du côté nord
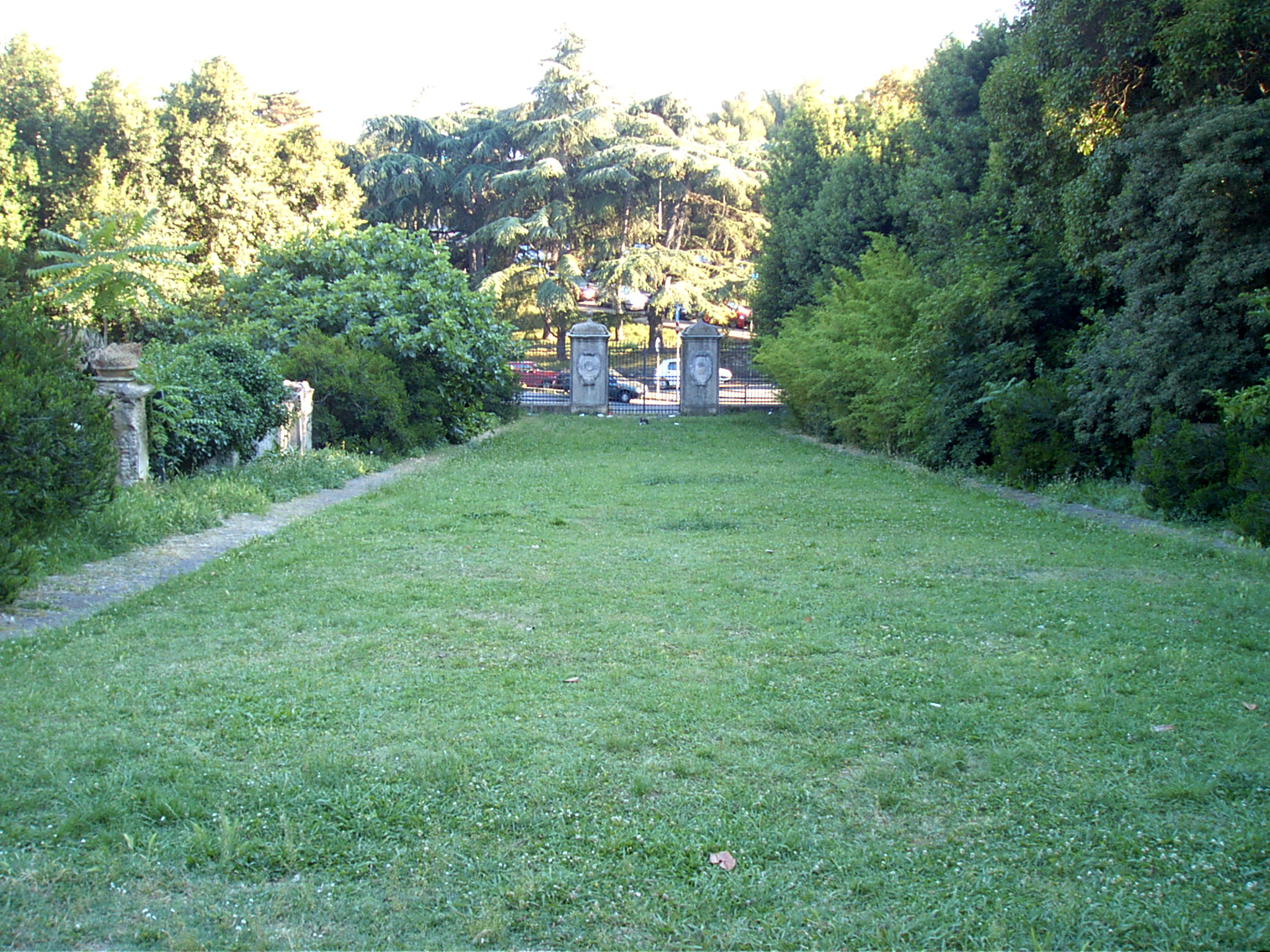
La pelouse devant l'entrée de la villa